# Берёзовка (Речицкий район)
Берёзовка (бел. Бярозаўка) — посёлок в Ровенскослободском сельсовете Речицкого района Гомельской области Беларуси.

## География

### Расположение
В 19 км на юг от Речицы и железнодорожной станции Речица на линии Калинковичи — Гомель, 69 км от Гомеля.

## Транспортная система
Транспортная связь по просёлочной, а затем по автодороге Хойники — Речица.
В деревне 13 жилых домов (2004 год). Планировка состоит из прямолинейной, с широтной ориентацией, улицы. Застройка деревянными домами.

## Гидрография
На юге мелиоративный канал.

## Экология и природа
Возле посёлка есть залежи глины.

## История
Посёлок основан в начале XX века переселенцами с соседних деревень. В 1908 году в составе Малодушской волости Речицкого уезда Минской губернии.
В 1931 году организован колхоз.
Во время Великой Отечественной войны 6 жителей посёлка погибли на фронтах. Берёзовка была освобождена 14 ноября 1943 года. В 1959 году деревня входила в состав колхоза имени Ф. Э. Дзержинского с центром в деревне Ровенская Слобода.

## Население

### Численность
2004 год — 13 дворов, 19 жителей.

### Динамика
- 1908 год — 2 двора, 7 жителей.
- 1930 год — 13 дворов, 74 жителя.
- 1959 год — 167 жителей (согласно переписи).
- 2004 год — 13 дворов, 19 жителей.